# Рогодзьоб жовтоокий
Рогодзьоб жовтоокий (Eurylaimus ochromalus) — вид горобцеподібних птахів родини рогодзьобових (Eurylaimidae).

## Поширення
Вид поширений в Південно-Східній Азії. Трапляється на півдні М'янми і Таїланду, на Малайському півострові, Суматрі, Калімантані та деяких сусідніх островах (острови Ріау, Бангка, Белітунг, Натуна)

## Опис
Птах близько 20 см завдовжки. Тіло кремезне, голова округла та велика з великими очима, з плоским та широким дзьобом, ледь зігнутим на кінці. Голова, спина, крила, хвіст чорні. На кінці хвоста є ряд з білих пір'їн. Черево та груди рожеві. Боки, нижня сторона хвоста, крижі та окремі пір'їни на крилах жовті. Горло та шия білі. Дзьоб блакитний з чорними краями.

## Спосіб життя
Живе під густим пологом дощових лісів. Трапляється поодинці або парами. Живиться комахами та іншими безхребетними, рідше дрібними хребетними, ягодами та фруктами.